# Bluntautal
Koordinaten: 47° 34′ 37″ N, 13° 7′ 54″ O
Das Bluntautal ist ein kurzes Seitental der Salzach in der Salzburger Gemeinde Golling im Bezirk Hallein. Durchflossen wird das Tal von der Torrenerache (auch: Torrener Ache). Das unter Landschaftsschutz stehende Gebiet ist Naherholungsraum sowie als Wander- und Ausflugsziel beliebt.

## Geschichte
Im Bluntautal gab es aller Wahrscheinlichkeit nach zu früherer Zeit Bären sowie Wölfe und Luchse, auf die Jagd gemacht wurde. Eine im mittleren Bereich des Tales befindliche Bärenhöhle (auch Bärenloch genannt) deutet auf den Bärenbestand hin, zumal dort Knochen solcher Tiere gefunden wurden. In diese Tradition stellt sich auch die Bezeichnung Bärenwirt für eine im Tal befindliche Gastwirtschaft.
Der österreichische Thronfolger Erzherzog Franz Ferdinand (1863–1914), der als Jäger mit höchster Leidenschaft bekannt war, besaß von 1908 bis zu seinem Tode 1914 im oberen Bluntautal ein Jagdrevier. Um dieses bequem zu erreichen, ließ er die noch heute bestehende Forststraße errichten.
Seit 1980 steht das untere Bluntautal unter Landschaftsschutz und der höher gelegene Teil des Tals gehört seit 2002 zum Europaschutzgebiet Kalkhochalpen.

## Geografie

### Talverlauf

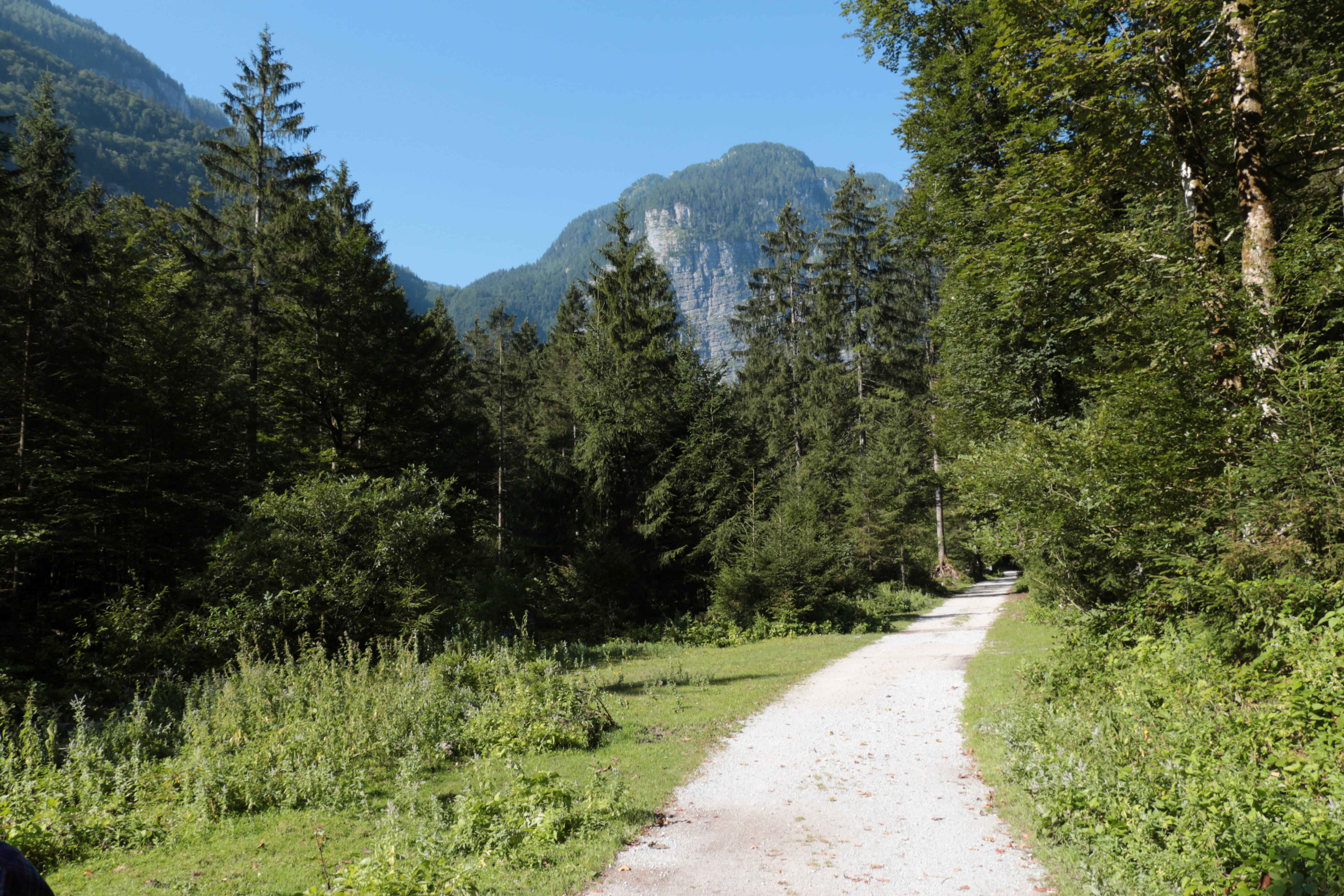
Im Bluntautal im Sommer

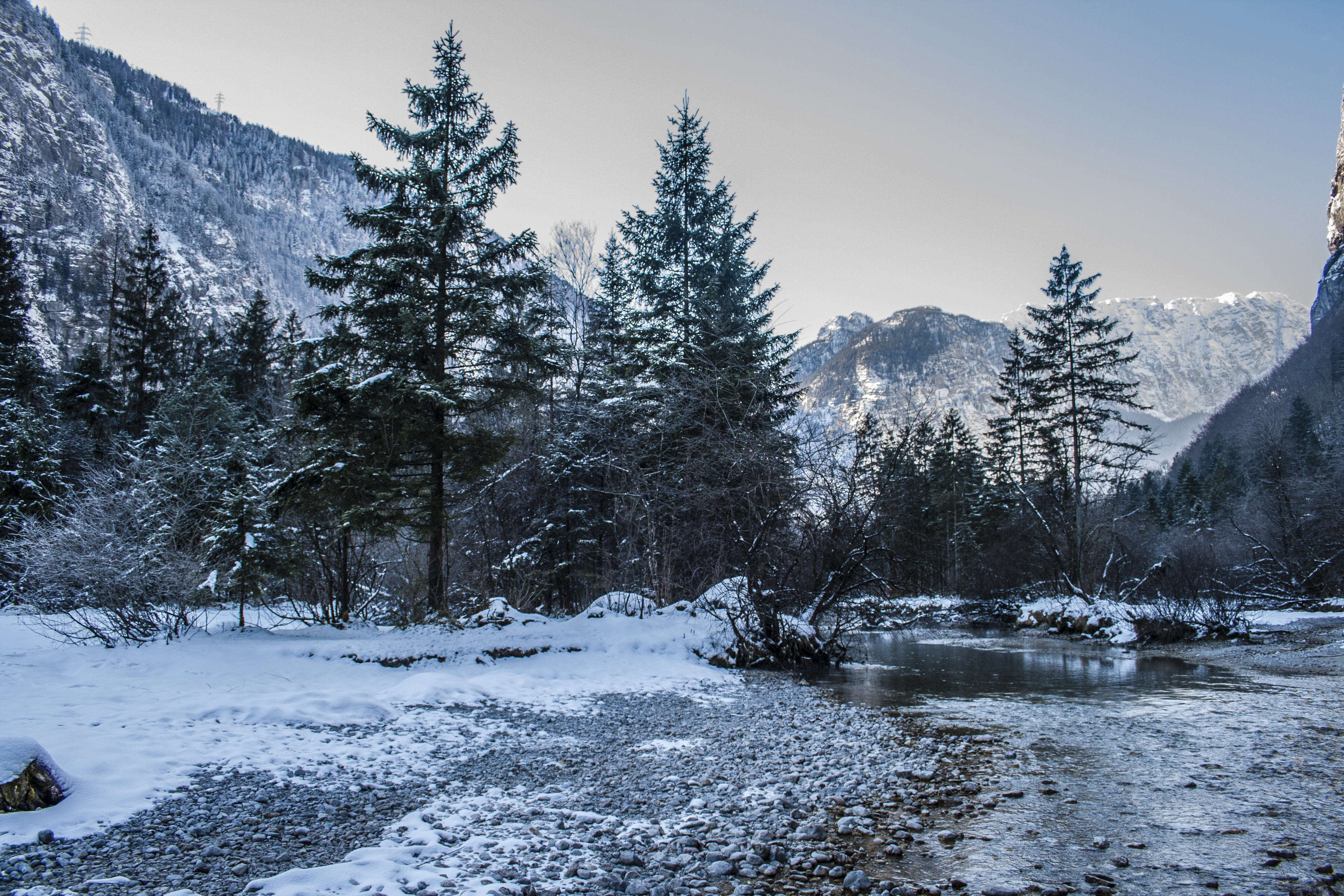
Im Bluntautal im Winter

Das sich von Südwest nach Nordost erstreckende Bluntautal ist vier Kilometer lang und hat eine Talsohlenbreite von gut 400 m. Das Tal bildet die Trennlinie zwischen dem Göllstock im Norden und dem Hagengebirge im Süden. Es nimmt seinen Ausgang im hier breiten Salzachtal auf 477 m ü. A. beim Weiler Bluntaumühle und weist bis zum Talschluss auf rund 540 m nur geringen Höhenunterschied auf.
Nach dem Talschluss führt die geografische Trennlinie zwischen den Bergmassiven weiter in Richtung Westnordwest über rund fünf Kilometer steil ansteigend hinauf zum Torrener Joch auf 1735 m, das an der Staatsgrenze zu Bayern liegt. 

### Gewässer

#### Torrenerache

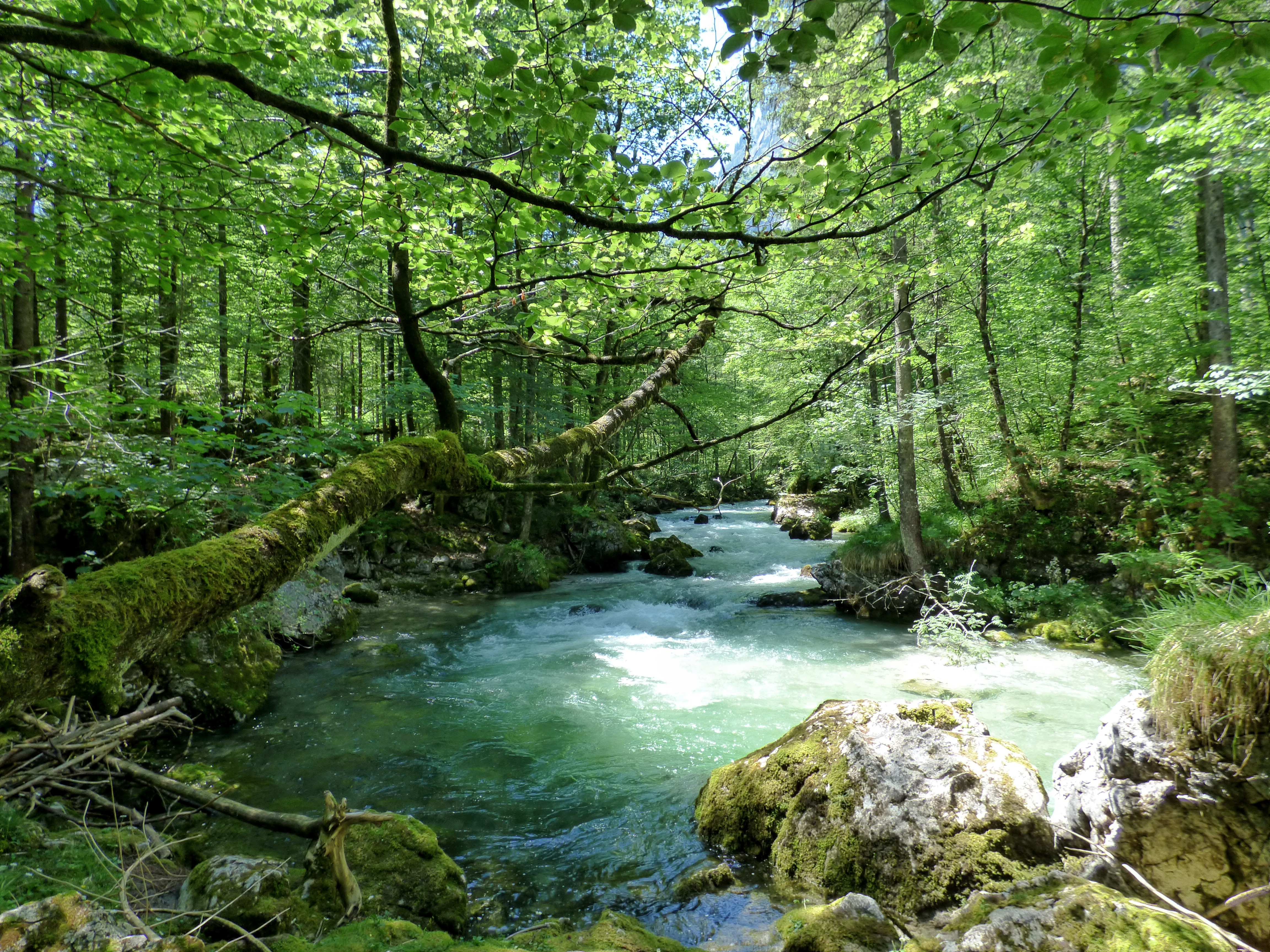
Die Torrenerache im Bluntautal

Der gesamte Talverlauf wird durchflossen von einem Bach, der uneinheitlich Torrenerache (auch: Torrener Ache), Torrenerbach (auch: Torrener Bach) oder Fischbach bezeichnet wird. Laut SAGIS, dem amtlichen Geografischen Informationssystem des Landes Salzburg, handelt es sich bei dem Bach sowohl im steilen oberen Talabschnitt als auch bei dem im ebenen Talboden um die Torrenerache, benannt nach der Gollinger Ortschaft und Katastralgemeinde Torren. Der Wasserlauf entspringt im Göllmassiv östlich des Pfaffenkegels und nordöstlich des Torrener Jochs auf 1740 m noch auf österreichischem Staatsgebiet. Nach rund drei Flusskilometern durchfließt die Ache die Obere und Untere Jochalm und nach weiteren drei Kilometern starken Gefälles erreicht sie den breiten ebenen Talboden des Bluntautals.
Dieser obere Lauf des Bachs wird aber mehrheitlich als eigener Bachlauf namens Fischbach gesehen. Diese Bezeichnung für das Gewässer im Steilabschnitt findet sich schon im Franciscäischen Kataster. Auch die Beschreibung von Biotopen im Salzburger Naturschutzbuch verwendet die Bezeichnung Fischbach.
Wo bei dieser Betrachtungsweise die Torrenerache entspringt bzw. ob diese erst ab dem Zusammenfluss des Fischbachs mit zwei anderen Bächen so genannt wird, ist unklar. Denn wenige hundert Meter nachdem der Fischbach den Talboden erreicht hat, nimmt er orografisch rechts zwei Bäche auf: den Höllbach und kurz davor das Wasser des Bluntauwasserfalls, das auch als Weiße Torren bezeichnet wird; und der Höllbach wird auf Karten auch als Torrenerache verzeichnet.
Ab dem ebenen Talboden passiert die Torrenerache nach rund drei Flusskilometern die Bluntauseen und gelangt – gemeinsam mit dem Fischbach gerechnet – nach insgesamt gut zehn Kilometern an den Ausgang des Bluntautals. Letztlich passiert die Ache den Weiler Steghof und mündet nach 11,9 Kilometern ihres Laufs auf 465 m Seehöhe linksseitig in die Salzach. Fallweise wird auch dieser untere Bachlauf als Fischbach bezeichnet.
Im oberen Teil ihres Laufs nimmt die Torrenerache bzw. der Fischbach einige kleine unbenannte Seitenbäche auf, und nach Bluntauwasserfall und Höllbach bringt unmittelbar danach linksseitig noch der Kehrgraben Wasser hinzu.

#### Bluntauseen

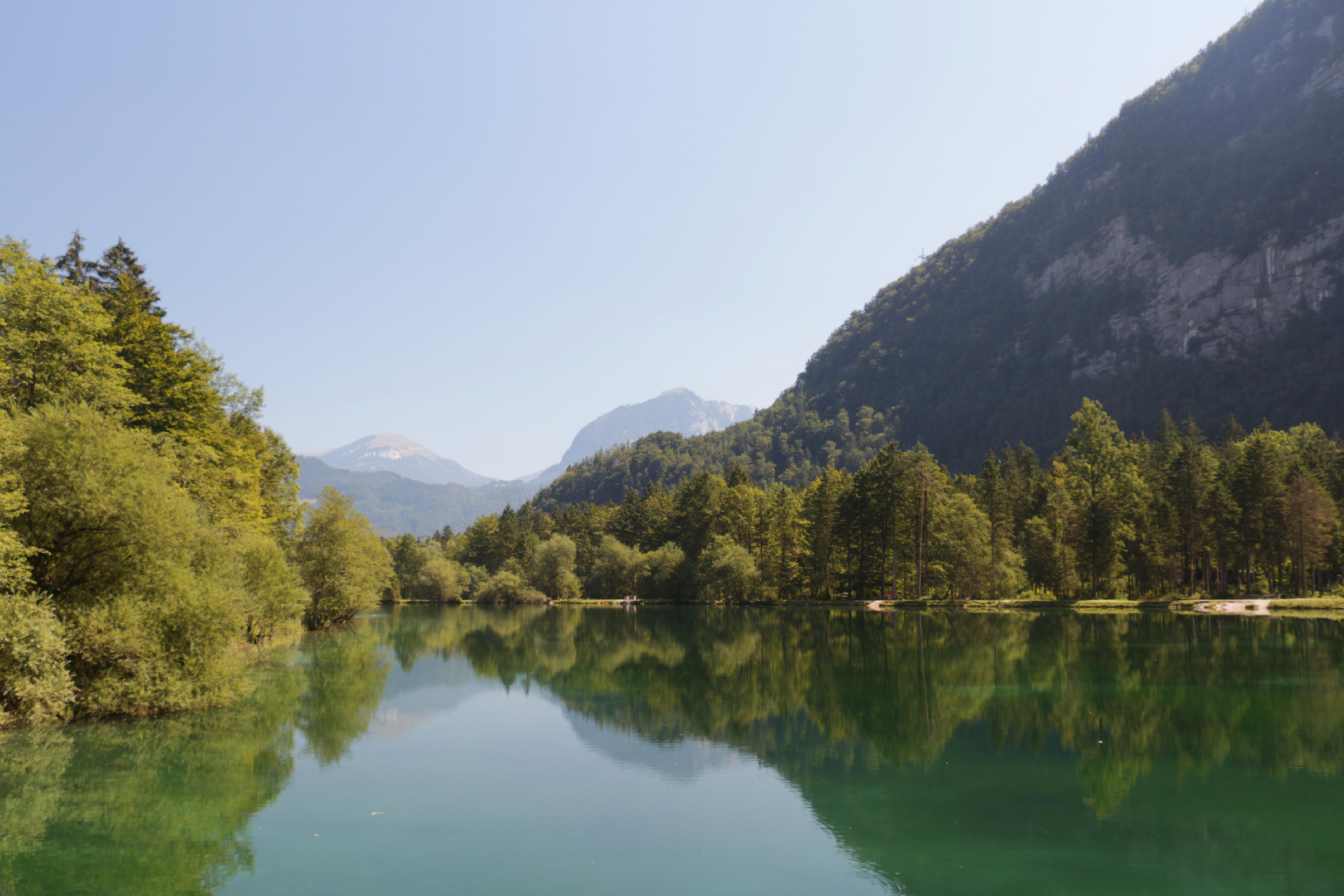
Oberer Bluntausee, Blickrichtung talauswärts

Die Bluntauseen sind zwei malerische Seen noch im äußeren Bereich des Bluntautals. Der Obere und der Untere Bluntausee sind lediglich durch eine 20 m breite Landbrücke voneinander getrennt. Der Obere Bluntausee hat eine Fläche von 2,04 ha, der Untere von 1,06 ha; sie liegen auf 484 m Seehöhe.
Die Seen sind jüngeren Datums und im Franciscäischen Kataster des 19. Jahrhunderts noch nicht verzeichnet. Sie wurden künstlich angelegt, speisen sich aus Grundwasser und Nebenarmen des Torrenerbachs und sind bekannt für ihr klares Wasser.

## Wirtschaft und Infrastruktur

### Bärenhütte
Das Bluntautal ist Naherholungsgebiet und beliebtes Ausflugsziel für die Bevölkerung der näheren und weiteren Umgebung. Das Tal selbst ist im Grunde unbewohnt, wird aber mit dem Ausflugslokal Gasthof Bärenhütte im hinteren unteren Talbereich für Touristen und Ausflügler bewirtschaftet. Die Gastwirtschaft wird sommers tageweise auch mit Pferdekutschen angefahren. Auf dem Talboden führt zusätzlich nördlich der Torrenerache vom Talausgang bis zur Bärenhütte ein breiter, gut begehbarer Forstweg.

### Untere und Obere Jochalm
Die südlich der Torrenerache verlaufende Fahrstraße zum Gasthof führt danach weiter talaufwärts und steigt ab dem Talschluss als Forststraße steil und in Serpentinen bergauf bis zur Unteren Jochalm (1172 m) und Oberen Jochalm (1399 m). Die Straße zum Jochalmgebiet wurde Anfang des 20. Jahrhunderts auf Geheiß von Erzherzog Franz Ferdinand angelegt, wofür die ansässigen Bauern enteignet worden waren. Der Thronfolger nützte hier intensiv sein Jagdrevier, das heute im Besitz der Österreichischen Bundesforste ist. Begehrt war es unter anderem aufgrund der hier vergleichsweise zahlreichen Gämsen.
Auf der Jochalm wird mit rund zehn Kühen und weiterem Jungvieh Almwirtschaft betrieben. Fünf Bauern besitzen das Servitutsrecht, Vieh aufzutreiben. Die hergestellten Produkte werden auch Gästen zum Verkauf angeboten. Die beiden Almwirtschaften bieten Wanderern Verpflegung und Unterkunft.
Vom Jochalmgebiet gibt es eine Materialseilbahn zum Carl-von-Stahl-Haus auf dem Torrener Joch.

### Wandergebiet
Das Bluntautal in seinem unteren flachen Bereich wird mit den Bluntauseen und den malerischen Ausblicken auf schroffe Felswände im Fremdenverkehr als familienfreundliches und landschaftlich reizvolles Wander- und Ausflugsgebiet beworben. Für Bergwanderer ist es Ausgangspunkt für Wege über die Jochalmen zum Carl-von-Stahl-Haus und von dort weiter unter anderem zum Jenner und zum Schneibstein. Unten am Talschluss befindet sich ein Unterstand, und bei den Jochalmen gibt es von Anfang Juni bis September Einkehr- und Übernachtungsmöglichkeiten. Das obere Bluntautal ist auch bei Mountainbikern beliebt.

## Natur

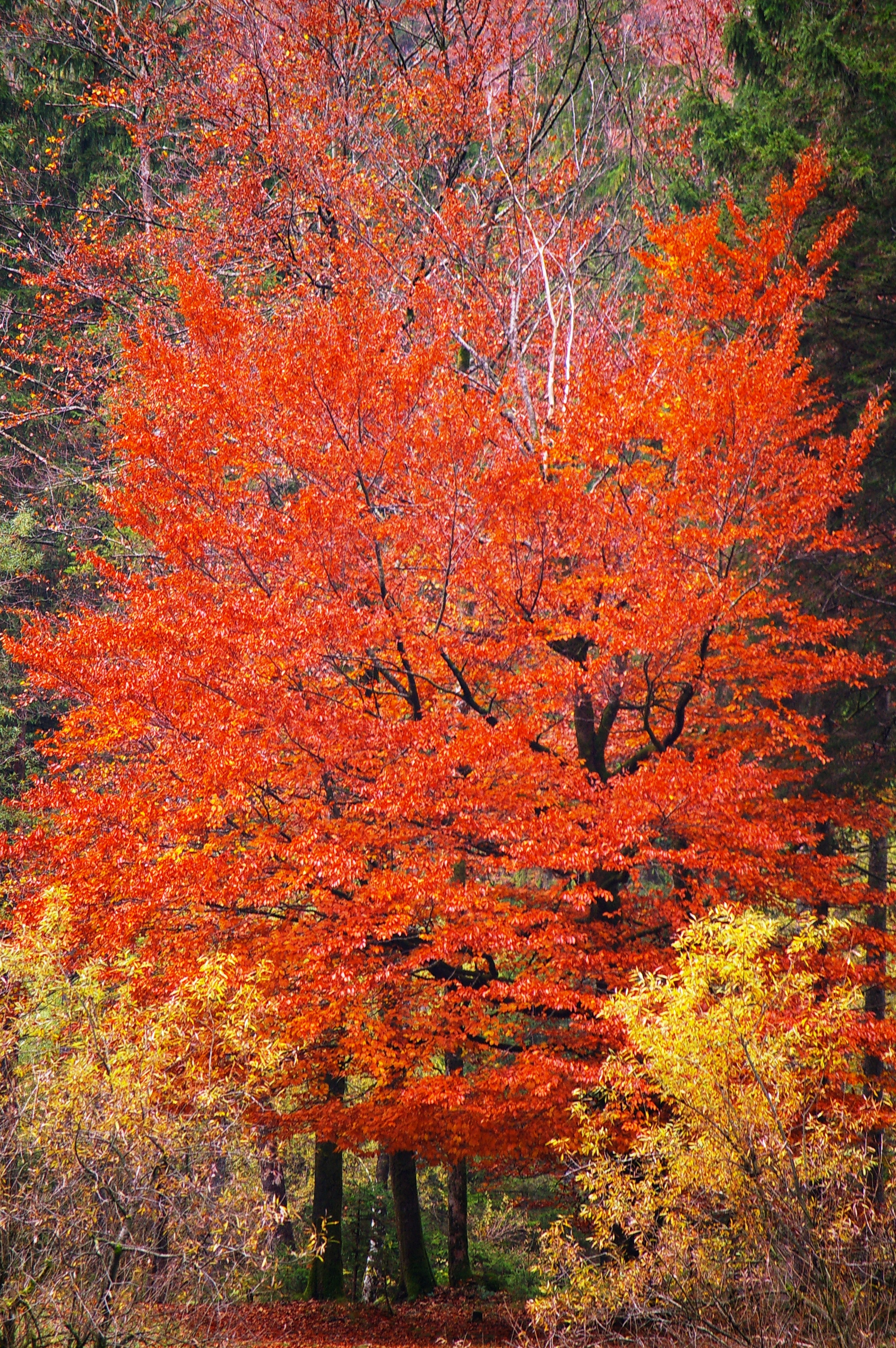
Herbstmotiv aus dem Bluntautal

### Naturschutz
Das Bluntautal ist seit 2002 Teil des Natura 2000-Europaschutzgebiets Kalkhochalpen (FFH-Richtlinie). Ausgenommen davon ist allerdings der niedrig gelegene Talboden. Dieser ist zusammen mit dem umgebenden ansteigenden Gelände als Geschützter Landschaftsteil Bluntautal (GLT 000078) ausgewiesen. Die Fläche dieses schon seit 1980 bestehenden Landschaftsschutzgebiets beträgt 43,4 ha.
Innerhalb dieses geschützten Bereichs sind 50 einzeln beschriebene Biotope von höchst unterschiedlicher Größe verzeichnet. Hinsichtlich der Fläche dominieren Fels und Schutthalden, Grasfluren sowie verschiedene Waldformen. Zudem ist der Großteil der Gewässer biotopisch erfasst. Dem geschützten Areal wird sehr großer Wert unter anderem für Ökologie und Artenschutz beigemessen. 

### Flora und Fauna
Am Talboden des Bluntautals sind Mischwälder anzutreffen, an den seitlichen Steilflächen Schutthaldenvegetation und Blockwald. Zudem finden sich typisch unter anderem Seidelbast, Nestwurz und Schneerose sowie Waldrebe und verschiedene Farnarten.
Aus der Tierwelt sind im Bluntautal häufig Hochwild (besonders Rehe und Gämsen) und in den Wäldern verschiedene Vogelarten anzutreffen; seltener sind Fuchs und Hase. Als bemerkenswert gilt der Umstand, dass im Tal die Hälfte aller Schmetterlingsarten im Land Salzburg zu finden ist. In den Bluntauseen sind besonders verschiedene Arten von Forellen und Saiblingen beheimatet.

## Nachweise
- Naturschutzbuch Land Salzburg: Landschaftsschutzgebiet Bluntautal
- Jochalmen im Bluntautal bei Golling. Abgerufen am 5. September 2017.

1. ↑  Alle metrischen Angaben laut Messung und Angaben auf dem amtlichen Geografischen Informationssystem des Landes Salzburg (SAGIS).
2. ↑  Die Schreibung des Namens ist auch von amtlicher Seite unterschiedlich: Im SAGIS lautet sie Torrenerache, im Salzburger Naturschutzbuch wird unsystematisch sowohl die Zusammenschreibung als auch die Getrenntschreibung Torrener Ache verwendet; zudem gibt es dort die Bezeichnung Torrener Bach (vgl. Naturschutzbuch, abgerufen am 4. September 2017).
3. ↑  Die Betonung dieses Namens liegt auf dem e.
4. ↑  Das Gewässer des im Salzburger Naturschutzbuch beschriebenen Biotops Bluntauwasserfall (vgl. Biotop Bluntauwasserfall, abgerufen am 4. September 2017) hat dort keine Benennung und ist im Gewässernetz des SAGIS auch nicht verzeichnet.
5. 1 2  Vgl. den Eintrag Bluntautal im Salzburgwiki, Version vom 11. August 2016.
6. ↑  Vgl. OpenStreetMap in dieser Version, abgerufen am 5. September 2017.
7. 1 2  Vgl. den Franciscäischen Kataster im SAGIS.
8. ↑  Ohne Namensangaben laut OpenstreetMap; im SAGIS sind diese Bäche nicht verzeichnet, scheinen aber in den amtlichen Biotop-Beschreibungen, ebenfalls ohne eigene Bezeichnung, auf.
9. ↑  Vgl. fischradar.com, abgerufen am 4. September 2017.